# Liste der Naturdenkmäler in Wiener Neustadt
Die Liste der Naturdenkmäler in Wiener Neustadt enthält die Naturdenkmäler in der Stadt Wiener Neustadt.

## Naturdenkmäler
| Foto |                 | Name                       | ID     | Standort                                                    | Beschreibung                                                                                               | Fläche | Datum      |
| ---- | --------------- | -------------------------- | ------ | ----------------------------------------------------------- | --- | ------ | ---------- |
| 0 BW | Datei hochladen | 1 Christusdorn             | WN-022 | Wiener Neustadt KG: Wiener Neustadt GrStNr: 754/1 Standort  | im StadtparkAnmerkung: Objektvermutung lt. Land NÖ, Grundstücksgenau                                       |        | 25.03.1982 |
| 1    | Datei hochladen | 1 Eibe                     | WN-024 | Wiener Neustadt KG: Wiener Neustadt GrStNr: 754/1 Standort  | im StadtparkAnmerkung: Objektvermutung lt. Land NÖ, Grundstücksgenau                                       |        | 25.03.1982 |
| 1    | Datei hochladen | 1 Eiche (Deutsche Eiche)   | WN-033 | Wiener Neustadt KG: Wiener Neustadt GrStNr: 1579/3 Standort | im Freiheitspark, an der Grazer Straße                                                                     |        | 25.03.1982 |
| 1    | Datei hochladen | 1 Fächerblattbaum          | WN-019 | Wiener Neustadt KG: Wiener Neustadt GrStNr: 754/1 Standort  | im Stadtpark; auch als Ginkgobaum bezeichnetAnmerkung: Objektvermutung lt. Land NÖ, Grundstücksgenau       |        | 25.03.1982 |
| 1    | Datei hochladen | 1 Linde                    | WN-011 | Wiener Neustadt KG: Wiener Neustadt GrStNr: 940/1 Standort  | |        |            |
| 1    | Datei hochladen | 1 Platane                  | WN-015 | Wiener Neustadt KG: Wiener Neustadt GrStNr: 18/2 Standort   | |        | 25.03.1982 |
| 1    | Datei hochladen | 1 Platane                  | WN-020 | Wiener Neustadt KG: Wiener Neustadt GrStNr: 754/1 Standort  | im StadtparkAnmerkung: Objektvermutung lt. Land NÖ, Grundstücksgenau                                       |        | 25.03.1982 |
| 0 BW | Datei hochladen | 1 Rotbuche                 | WN-003 | Wiener Neustadt KG: Wiener Neustadt GrStNr: 940/1 Standort  | |        |            |
| 0 BW | Datei hochladen | 1 Rotbuche                 | WN-004 | Wiener Neustadt KG: Wiener Neustadt GrStNr: 933 Standort    | Anmerkung: Objektvermutung lt. Land NÖ, Grundstücksgenau                                                   |        |            |
| 1    | Datei hochladen | 1 Rotbuche                 | WN-016 | Wiener Neustadt KG: Wiener Neustadt GrStNr: 754/1 Standort  | Die Rotbuche im Stadtpark ist nicht mehr vorhandenAnmerkung: Objektvermutung lt. Land NÖ, Grundstücksgenau |        | 25.03.1982 |
| 1    | Datei hochladen | 1 Schnurbaum               | WN-023 | Wiener Neustadt KG: Wiener Neustadt GrStNr: 754/1 Standort  | im Stadtpark                                                                                               |        | 25.03.1982 |
| 1    | Datei hochladen | 1 Schwarzföhre (Bildföhre) | WN-001 | Wiener Neustadt KG: Wiener Neustadt GrStNr: 4659/2 Standort | |        |            |
| 1    | Datei hochladen | 1 Trauerblutbuche          | WN-025 | Wiener Neustadt KG: Wiener Neustadt GrStNr: 754/1 Standort  | im Stadtpark                                                                                               |        | 25.03.1982 |
| 1    | Datei hochladen | 1 Tulpenbaum               | WN-026 | Wiener Neustadt KG: Wiener Neustadt GrStNr: 754/4 Standort  | im Stadtpark                                                                                               |        | 25.03.1982 |
| 1    | Datei hochladen | 2 Platanen                 | WN-035 | Wiener Neustadt KG: Wiener Neustadt GrStNr: 294/1 Standort  | |        | 20.04.1988 |

| Foto:                    | Fotografie des Naturdenkmals. Klicken des Fotos erzeugt eine vergrößerte Ansicht. Daneben finden sich zwei Symbole: \| Weitere Bilder vorhanden \| Das Symbol bedeutet, dass weitere Fotos des Objekts verfügbar sind. Durch Klicken des Symbols werden sie angezeigt. \| \| Eigenes Foto hochladen \| Durch Klicken des Symbols können weitere Fotos des Objekts in das Medienarchiv Wikimedia Commons hochgeladen werden. \| |
| Name:                    | Bezeichnung des Naturdenkmals laut offiziellen Quellen |
| ID                       | Identifikator |
| Standort:                | Es ist die Gemeinde und falls vorhanden die Adresse angegeben. Darunter sind die Katastralgemeinde (KG) und die Grundstücksnummer angeführt. Durch Aufruf des Links Standort wird die Lage des Denkmals in verschiedenen Kartenprojekten angezeigt. |
| Beschreibung             | Kurze Beschreibung des Naturdenkmals |
| Fläche                   | Fläche des Naturdenkmals in Hektar (ha) |
| Datum                    | Datum oder Jahr der Unterschutzstellung |
| Weitere Bilder vorhanden | Das Symbol bedeutet, dass weitere Fotos des Objekts verfügbar sind. Durch Klicken des Symbols werden sie angezeigt. |
| Eigenes Foto hochladen   | Durch Klicken des Symbols können weitere Fotos des Objekts in das Medienarchiv Wikimedia Commons hochgeladen werden. |